# Delphinium wilhelminae
Delphinium wilhelminae är en ranunkelväxtart som beskrevs av M. Iranshahr. Delphinium wilhelminae ingår i släktet storriddarsporrar, och familjen ranunkelväxter. Inga underarter finns listade i Catalogue of Life.